# Edward Adrian Wilson
Edward Adrian Wilson, apodado "Uncle Bill" (tío Bill) (Cheltenham, Inglaterra; 23 de julio de 1872-Barrera de hielo de Ross, Antártida, c. 29 de marzo de 1912), fue un explorador polar inglés, médico, naturalista y ornitólogo.

## Su vida antes de viajar a laAntártida
Nacido y criado en la granja Crippetts cerca de Cheltenham, en Gloucestershire, Wilson estudiaba en el Cheltenham College y de allí pasó al Gonville and Caius College, de la Universidad de Cambridge.

## Sus viajes a la Antártida

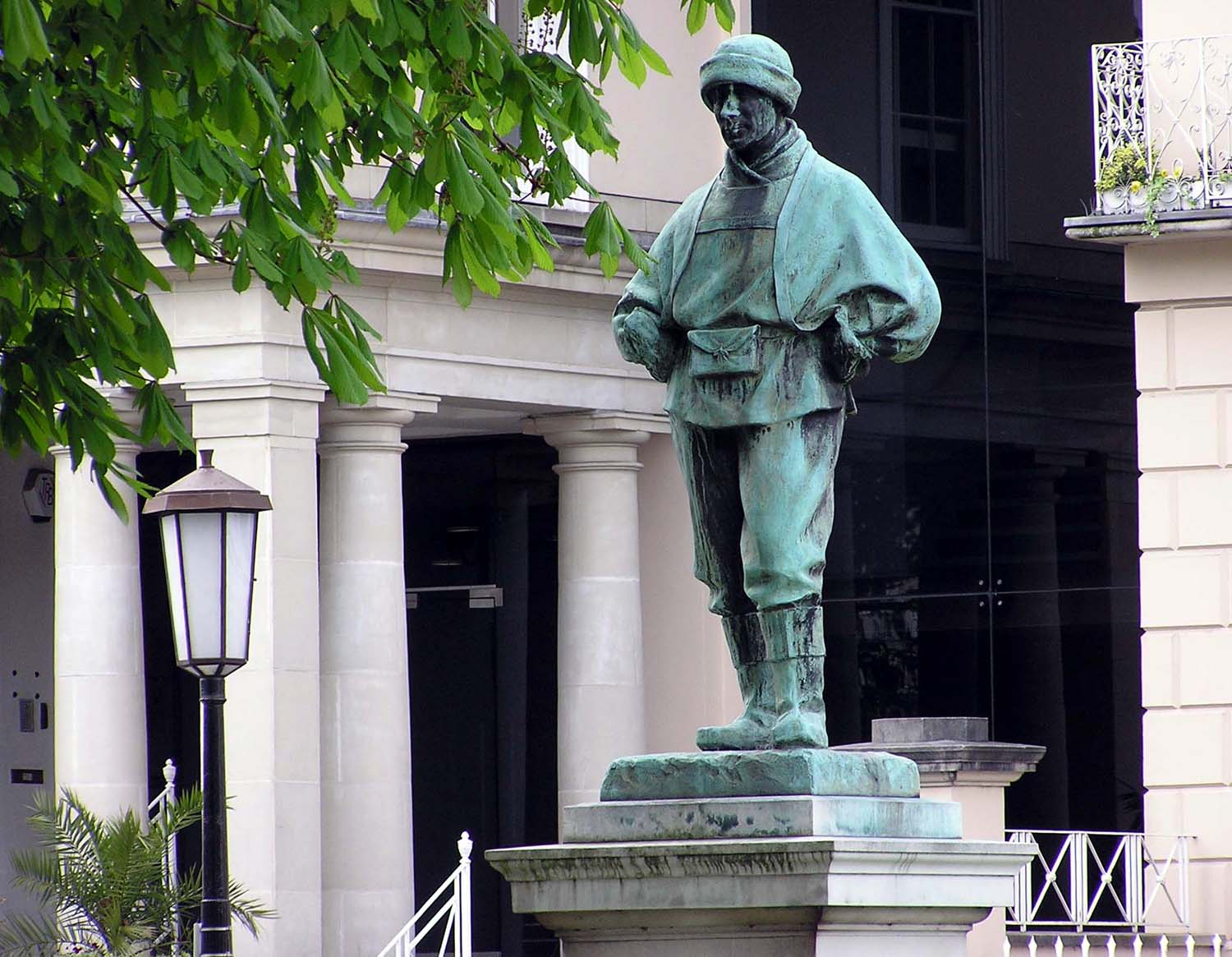
Estatua de Wilson en Cheltenham.

Wilson participó en dos expediciones británicas a la Antártida. La primera entre 1901 y 1904 bajo la dirección de Robert Falcon Scott en el RRS Discovery, en la que Wilson actuó como ayudante de cirujano y zoólogo. En 1907, Ernest Shackleton le ofreció unirse a su expedición a la Antártida, pero Wilson rechazó la propuesta.
En 1910 Wilson se embarcó en el Terra Nova, de nuevo bajo el mando de Scott, esta vez como jefe científico de la expedición. Durante el invierno de 1911 viajó junto a Henry Robinson Bowers y Apsley Cherry-Garrard, a Cabo Crozier para recolectar embriones de Pingüino Emperador. Junto a Robert Falcon Scott, el teniente Henry Robinson Bowers, el contramaestre Edgar Evans y el capitán del ejército Lawrence Oates alcanzaron el Polo Sur el 17 de enero de 1912, falleciendo todos ellos en el viaje de vuelta, lo que motivó un sentimiento de duelo nacional raramente visto desde entonces.

## Homenajes
Tiene una estatua dedicada en el paseo de Cheltenham, también se le ha dedicado un pequeño salón de exposiciones en el museo de la ciudad. En el Gonville and Caius College se conserva la bandera del colegio que Wilson llevó consigo al Polo Sur.
La escuela primaria Edward Wilson de Londres se llama así en su memoria.